# 臉頰
脸颊也称面颊、颊，是指脸的两侧从眼下部到下颌部分，不含口鼻部；具体是指人类和哺乳动物眼睛下部，鼻旁到两耳前，向下至下巴的表面部分，且在眼睛和颧骨的下部内形成了口腔侧壁。腮则是脸颊的下半部，俗称“腮帮子”。此外，颐本义指下巴、颌，但后来延伸也指腮颊。
在脊椎动物亚门中，脸颊上（特别是眼下）的纹路或花纹，经常被用来当做区分生物物种和个体的依据。
在神经学上，支配这里的神经是颊神经。
在面颊内的表面上（口腔的一部分）附有一层黏膜，人类经常在此用棉签来提取脱氧核糖核酸（DNA）。
脸颊上有一层被非角化复层鳞状（stratified squamous epithelium）上皮固定的能够覆盖皮肤的毛。黏膜内附有颊腺，但是对不同动物来说颊腺有大有小。对食肉动物来说，他们的口腔腺大且独立，像颧骨腺。在咀嚼时，面颊内侧和舌头之间能够一起包住食物。